# Astelia argyrocoma
Espèce
Classification APG III (2009)
Astelia argyrocoma est une espèce végétale de la famille des Asteliaceae.